# Assemblée parlementaire de l'OTAN
Pour les articles homonymes, voir Assemblée parlementaire.
Bruxelles ( Belgique)
L'Assemblée parlementaire de l'OTAN, appelée à son origine Assemblée de l'Atlantique nord, est une organisation interparlementaire qui, depuis 1955, permet aux parlements des pays membres de se rencontrer afin de débattre de problèmes de sécurité d'intérêt commun. Elle regroupe aujourd'hui des parlementaires des 30 pays membres de l'Alliance atlantique ainsi que de 14 pays associés,.
Rassemblant des législateurs de tous les États membres de l’Alliance atlantique, l’Assemblée parlementaire de l’OTAN assure un lien entre l’OTAN et les parlements de ses pays membres.
Elle se réunit lors de deux sessions plénières par an, la première au printemps et l'autre appelée session annuelle en automne.

## Historique
À sa création en 1949, l'Organisation du traité de l'Atlantique nord (Otan) ne s'est dotée d'aucun organe parlementaire. Le besoin s'est cependant rapidement fait sentir de pouvoir disposer d'un instrument parlementaire qui permette d'accompagner l'Otan. Ainsi, l'idée d'une Assemblée regroupant des parlementaires de l'Alliance en vue de délibérations sur les problèmes auxquels pourrait être confrontée l'Otan a pour la première fois été émise au début des années 1950 déjà. C'est finalement en 1955 qu'a eu lieu la première Conférence annuelle des parlementaires de l'Otan. Cette conférence allait être institutionnalisée et devenir en 1966 l'Assemblée de l'Atlantique nord (AAN). Les fondations de la coopération entre l'Otan et l'Assemblée parlementaire de l'Otan ont été jetées en novembre 1967 lorsque le Conseil de l'Atlantique nord (CAN) a recommandé l'établissement de relations informelles entre les deux institutions. Conséquence de ces délibérations, le secrétaire général de l'OTAN répond désormais, après consultation du CAN, à toutes les recommandations et résolutions adoptées durant les sessions plénières. Ce dernier participe également aux réunions plénières de l'AP Otan. À l'inverse, le président de l'AP Otan s'adresse aux chefs d'État et de gouvernement des pays de l'Otan lorsque ceux-ci se réunissent en rencontre au sommet.
À la suite des événements historiques consécutifs à la fin de la guerre froide, l'Assemblée a élargi son mandat en 1991, date à partir de laquelle elle a accordé le statut de membre associé à des pays d'Europe centrale et orientale puis à la plupart des pays participants au Partenariat pour la paix.

## Organisation

### Organe directeur
La Commission permanente est l'organe de direction de l'Assemblée. Elle comprend le bureau de l'Assemblée (le président, les cinq vice-présidents et le trésorier), les chefs des délégations des pays membres, ainsi que les présidents des commissions. La Commission permanente se réunit pendant les sessions plénières ainsi qu'une troisième fois durant l'année. Le Bureau quant à lui fournit les orientations générales, coordonne les travaux des commissions, prépare l'ordre du jour des sessions et supervise les finances de l'Assemblée. Le secrétaire général de l'AP Otan dirige le secrétariat international et applique les politiques décidées par la Commission permanente.
Un des nouveaux objectifs de l'AP Otan étant d'aider à la mise en place de mécanismes, de pratiques et de « savoir-faire » parlementaires indispensables à l'exercice d'un véritable contrôle démocratique des forces armées, elle coopère avec le Centre pour le contrôle démocratique des forces armées (DCAF) de Genève pour organiser une série de séminaires sur divers aspects des relations entre les secteurs civil et militaire.

### Les Commissions
L'Assemblée est composée de cinq commissions qui couvrent les principaux domaines de la sécurité (commission de défense, commission politique, commission sur la dimension civile de la sécurité, commission sciences et technologies et commission économie et sécurité). Chaque commission a une ou plusieurs sous-commissions. Sur la base de programmes de travail annuels, les commissions et les sous-commissions organisent plusieurs réunions par an dans un pays membre ou associé, réunions à l'occasion desquelles elles entendent des exposés de la part de représentants gouvernementaux et parlementaires de haut rang ainsi que de scientifiques et d'experts chevronnés. Le résultat de ces travaux est examiné lors des sessions plénières de l'Assemblée qui ont lieu deux fois par an, une réunion de printemps et une réunion annuelle en automne. Les commissions et les sous-commissions établissent des rapports qui sont examinés sous la forme de projets à la session de printemps, puis révisés et actualisés pour discussion, modification et adoption à la session annuelle.
Lors de la session annuelle, les commissions établissent aussi des recommandations de politique générale – résolutions – qui sont mises aux voix en séance plénière et, en cas d'adoption, adressées au Conseil de l'Atlantique nord et aux gouvernements des pays membres. Les sessions permettent également de faire le point sur divers sujets d'actualité par le biais de la participation de représentants gouvernementaux ou d'experts (représentants du monde académique, scientifique, d'ONG ou de la presse).
Outre ses cinq commissions, l'AP Otan dispose des commissions ou groupes suivants :
- d'une Commission permanente parlementaire AP-Otan/Parlement russe. Cette nouvelle entité, qui s'est réunie pour la première fois en novembre 2002, siège « à vingt-sept », puisqu'elle rassemble les chefs des délégations des vingt-six membres de l'Assemblée et leurs collègues de la délégation de la Fédération. Présidée par le président de l'AP Otan, cette commission permanente supervise les relations entre l'Assemblée et le parlement russe et mène des débats de fond sur des questions pertinentes. Elle siège durant les sessions plénières de l'Assemblée ;
- d'un Groupe de surveillance conjoint AP-Otan/parlement russe qui existait préalablement et qui poursuit ses travaux à raison de deux réunions par an, une à Bruxelles au siège de l'Otan, et une à Moscou ;
- d'un Groupe de surveillance conjoint AP-Otan-Parlement ukrainien qui se réunit chaque année, à Moscou et à Kiev, pour suivre la mise en application de la Charte OTAN-Ukraine et discuter de tous les aspects des relations entre les deux parties ;
- d'un Groupe spécial Méditerranée qui tient une seule réunion annuelle.

## Relations avec l'OTAN
L'AP Otan et l'Otan sont juridiquement entièrement indépendantes l'une de l'autre. L'absence de lien formel avec l'Otan n'a pas empêché l'Assemblée de développer, au cours des ans, des relations de travail étroites avec l'Alliance atlantique. L'Assemblée n'a qu'un pouvoir consultatif, mais, au travers des ans, elle s'est affirmée peu à peu comme un important forum de discussion en matière de sécurité.[pas clair]
L'Assemblée est financée directement par les parlements et les gouvernements des pays membres ; sur le double plan financier et administratif, elle est indépendante de l'Otan elle-même. Le siège du Secrétariat international de l'Assemblée, composé de 30 personnes, est situé à Bruxelles.

## Composition
L'Assemblée parlementaire de l'OTAN (AP OTAN) est composée de 269 membres et d'un président de l'Assemblée auxquels viennent s'ajouter 53 parlementaires représentant les délégations associées. Pour la plupart, ces parlementaires sont membres des commissions de la défense dans leurs pays respectifs.
États membres et nombre de parlementaires (arrêtée le 19 mars 2020) :
- Albanie 4
- Allemagne 18
- Belgique 7
- Bulgarie 6
- Canada 12
- Croatie 5
- Danemark 5
- Estonie 3
- Espagne 12
- États-Unis 36
- France 18
- Grèce 7
- Hongrie 7
- Islande 3
- Italie 18
- Lettonie 3
- Lituanie 4
- Luxembourg 3
- Macédoine du Nord 3
- Monténégro 3
- Norvège 5
- Pays-Bas 7
- Pologne 12
- Portugal 7
- Roumanie 10
- Royaume-Uni 18
- Slovénie 3
- Slovaquie 5
- Tchéquie 7
- Turquie 18[7]
  - Total : 269

Parlements associés :
- Arménie 3
- Autriche 5
- Azerbaïdjan 5
- Bosnie-Herzégovine  3
- Finlande 4
- Géorgie 4
- Moldavie 3
- Russie 10 (suspendus depuis 2014[8])
- Serbie 5
- Suède 5
- Suisse 5
- Ukraine 8 
  - Total : 50

## Liste des présidents
- Loic Bouvard,  France (1992–1994)
- Rafael Estrella,  Espagne (2000–2002)
- Doug Bereuter,  États-Unis (2002–2004)
- Pierre Lellouche,  France (2004–2006)
- Bert Koenders,  Pays-Bas (novembre 2006–février 2007)
- José Lello,  Portugal (février 2007–novembre 2008)
- John S. Tanner,  États-Unis (novembre 2008–novembre 2010)
- Karl A. Lamers,  Allemagne (2010-2012)
- Hugh Bayley,  Royaume-Uni (2012-2014)
- Michael R. Turner,  États-Unis (2014-2016)
- Paolo Alli,  Italie (2016-2018)
- Rasa Juknevičienė,  Lituanie (mars-novembre 2018)
- Madeleine Moon,  Royaume-Uni (2018-2019)
- Attila Mesterházy,  Hongrie (2019-2020)
- Gerry Connolly,  États-Unis (2020-2022)
- Joëlle Garriaud-Maylam,  France (2022–2023)